# Antxón Gómez
Antxón Gómez (Sant Sebastià, 1952) és un cineasta i director artístic basc. El 1974, va anar a estudiar química a la Universitat de Valladolid, però va mostrar simpaties pel comunisme i no va acabar els estudis. A través de la seva afició pel col·leccionisme va entrar en contacte amb el món de la publicitat i el cinema. Va debutar com a director artístic a Huevos de oro (1993) i com a dissenyador de producció a Carne trémula (1997). Fou director artístic a les pel·lícules de Pedro Almodóvar Todo sobre mi madre (1999), Hable con ella (2002), La mala educación (2004), Los abrazos rotos (2009), La piel que habito (2011), Los amantes pasajeros (2013) i Dolor y gloria (2019). Ha estat nominat al Goya a la millor direcció artística per Todo sobre mi madre (1999), La mala educación (2004), La piel que habito (2009) i Dolor y gloria (2019) i va guanyar el Goya per Che (2008). A part, va guanyar, el 2019, l'Europa Film Awards al millor disseny de producció per Dolor y gloria.
També ha treballat a Salvador (Puig Antich) (2006), amb la que va guanyar el Barcelona Film Award, Chuecatown (2007) Bruc. La llegenda, amb la que fou nominat als Premis Gaudí, i Las invasoras (2016).